# Comuna Bănila pe Ceremuș, Vijnița
Bănila pe Ceremuș (în ucraineană Банилів, transliterat: Banîliv) este o comună în raionul Vijnița, regiunea Cernăuți, Ucraina, formată din satele Bănila pe Ceremuș (reședința) și Berejnița.

## Demografie
Componența lingvistică a comunei Bănila pe Ceremuș
     Ucraineană (99,58%)
     Alte limbi (0,37%)
Conform recensământului din 2001, majoritatea populației comunei Bănila pe Ceremuș era vorbitoare de ucraineană (99,58%), existând în minoritate și vorbitori de alte limbi.